# 广源闸
广源闸，俗称“豆腐闸”，位于北京市海淀区广源闸路（旧称“苏州街”），是南长河（又称“长河”）上的一座古代水闸。

## 简介
广源闸位于海淀区紫竹院地区五塔寺与万寿寺之间，南长河河道之上，桥上有广源闸路通过。广源闸在元朝至元二十六年（1289年）建成。
广源闸在郭守敬主持的白浮引水工程中是一座重要水闸，比郭守敬的开凿白浮泉工程早三年，也比高梁桥大3岁。该闸是元朝通惠河上游的头闸。从元朝起，广源闸是节制通惠河（后来为长河）之水的关键。闸桥落下时，闸东之水深不满一尺；提闸之后，河水可行驶龙船。广源闸不仅节制长河之水，而且自元朝开始，每逢北京东部的通惠河因天旱水浅难以通行粮船时，都会派专职官员赴广源闸畔的龙王庙祭祀水神，提闸放水。
明朝开挖长河时，继续利用了广源闸。明清两朝的皇帝乘船赴颐和园时，常在广源闸换船。乾隆帝和慈禧太后都是乘骡车，率众出西直门，沿河西行，在广源闸旁的万寿寺行宫下榻，随后广源闸下闸阻拦水流，以调高广源闸以西的水面，此后便可转乘龙船走水路，以逆水拉纤的方式赴颐和园昆明湖。
广源闸平面呈西北－东南走向，闸口宽约13米，长约6米。广源闸的结构分为闸基、闸门、闸墙三个部分。两端闸墙的东西两侧的燕翅上各嵌有汉白玉石雕镇水兽一只，总共四只。广源闸历史上兼具调水、码头等功能，而且在闸上铺设木板便具有桥的功能，被誉为“长河第一闸”。该闸原来的闸板早已无存，闸口仍保存完好。中华人民共和国成立后，在旧闸位置兴建了一座桥，桥下两端可见旧闸口。
广源闸自建成后，受到历朝重视，多次修缮，精心管理。中华人民共和国成立后，广源闸仍为木桥（闸上铺设木板当作桥）。1979年落架大修，改建成钢筋混凝土结构桥梁，并设栏杆。1998年北京市改造长河时，修缮了广源闸，将南侧的桥墩拆除1/3，重新更换了水泥桥面，增设汉白玉栏杆。在改造中，实施了“南扩一孔”的方案，在广源闸南侧增加一孔，河水变为从两孔流过。
广源闸东北侧有龙王庙一座，面阔一间，小式作法。过去每年农历腊月二十三日，周边民众云集广源闸的龙王庙祭祀龙王爷和灶王爷，让他们“上天言好事”，以保佑来年风调雨顺。每年龙王爷生日，广源闸的龙王庙都十分热闹。该庙本已废弃。21世纪初，该庙获得重修，庙门上悬有“紫金观”匾额，其内供奉中天北极紫微大帝塑像。
1999年，“广源闸及龙王庙”被海淀区人民政府公布为海淀区文物保护单位。2003年，广源闸作为京杭大运河北京段的一部分，列为第六批全国重点文物保护单位——京杭大运河的子项。2013年，并为第七批全国重点文物保护单位大运河的子项。龙王庙作为“万寿寺龙王庙”，继续为海淀区文物保护单位。
广源闸下游的紫竹院东侧，有一座白石闸，又称“广源下闸”，早已毁坏，但中华人民共和国成立后，旧闸基仍然保存完好。